# Wojciech Fortuna

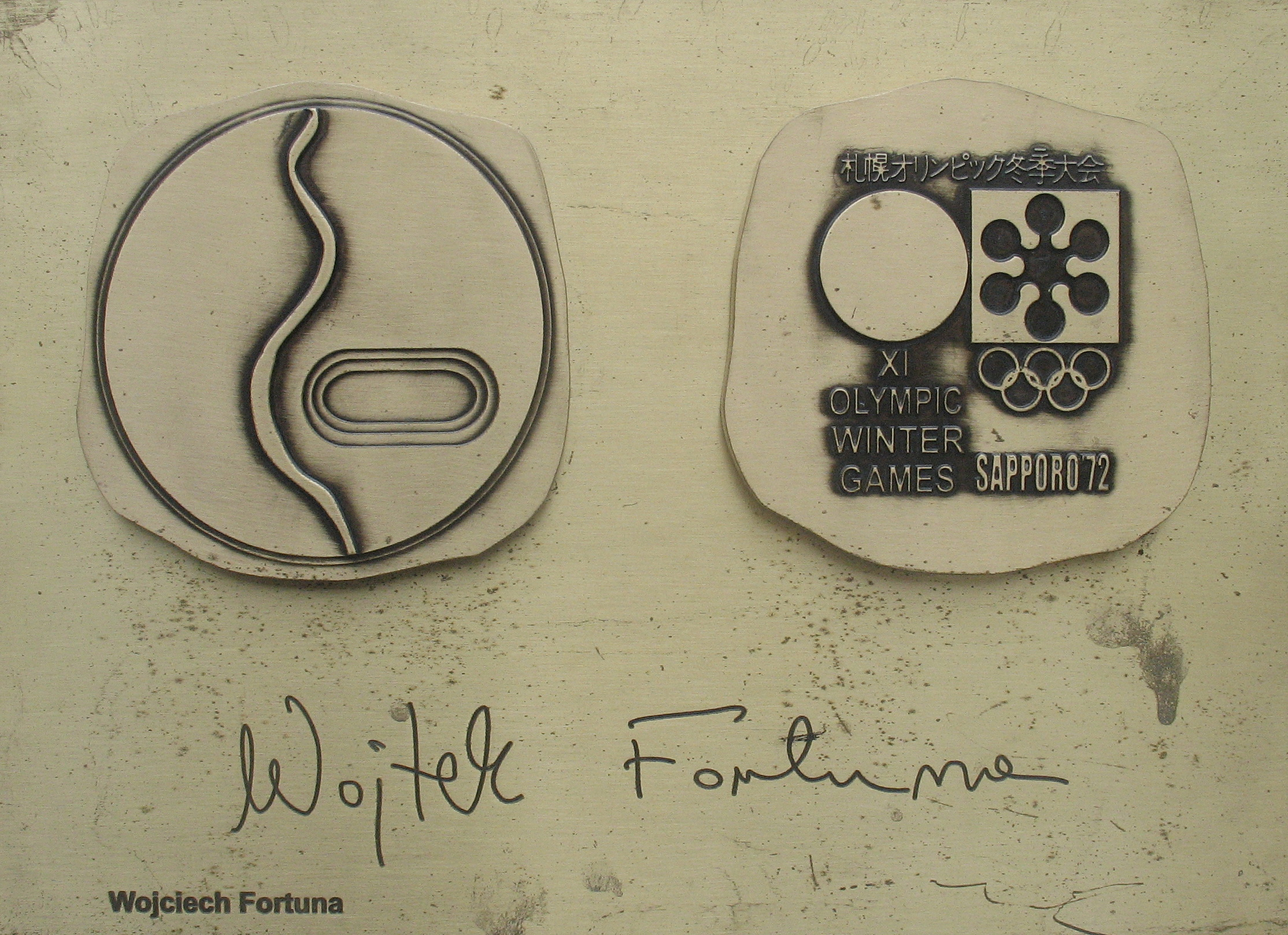
Kopia medalu i autograf W. Fortuny w Alei Gwiazd Sportu w Dziwnowie

Wojciech Wacław Fortuna (ur. 6 sierpnia 1952 w Zakopanem) – polski skoczek narciarski, zawodnik Wisły-Gwardii Zakopane, mistrz olimpijski i automatycznie mistrz świata z Sapporo, trzykrotny medalista mistrzostw Polski (raz złoty i dwukrotnie brązowy). Czterokrotny uczestnik Turnieju Czterech Skoczni – najlepsze miejsce w jego klasyfikacji zajął podczas XXI edycji, kiedy to uplasował się na osiemnastym miejscu. W reprezentacji Polski występował w latach 1969–1979. Karierę sportową zakończył w 1979.
Jego rekord życiowy wynosi 132 m; ustanowił go na Velikance w Planicy w 1972.
Jest synem pielęgniarki Barbary (1917–2000) pochodzącej z Warszawy (do Zakopanego przeniosła się po powstaniu; jej ojciec, kapitan Wojska Polskiego Wacław Krzemiński, zginął w Miednoje, zabity przez NKWD) i urodzonego w Przemyślu Mieczysława (1920–1977), pracującego jako zastępca dyrektora zakopiańskiego szpitala; potem jako kierownik spółdzielni Ochrony Mienia. Brat Cecylii i Adriana (zm. 2018), który także był skoczkiem, lecz przestał trenować po złamaniu nogi. Absolwent zakopiańskiej zasadniczej szkoły zawodowej, którą ukończył w 1971, kształcąc się na elektryka samochodowego.
Autor książek Prawda o Sapporo (1993) i Szczęście w powietrzu (2000), które ukazały się w Stanach Zjednoczonych. W trakcie całej swojej kariery trzykrotnie doznał wstrząśnienia mózgu, dwukrotnie złamał rękę i raz nogę; miał też poważną kontuzję kolana i kręgosłupa.

## Przebieg kariery

### Lata juniorskie

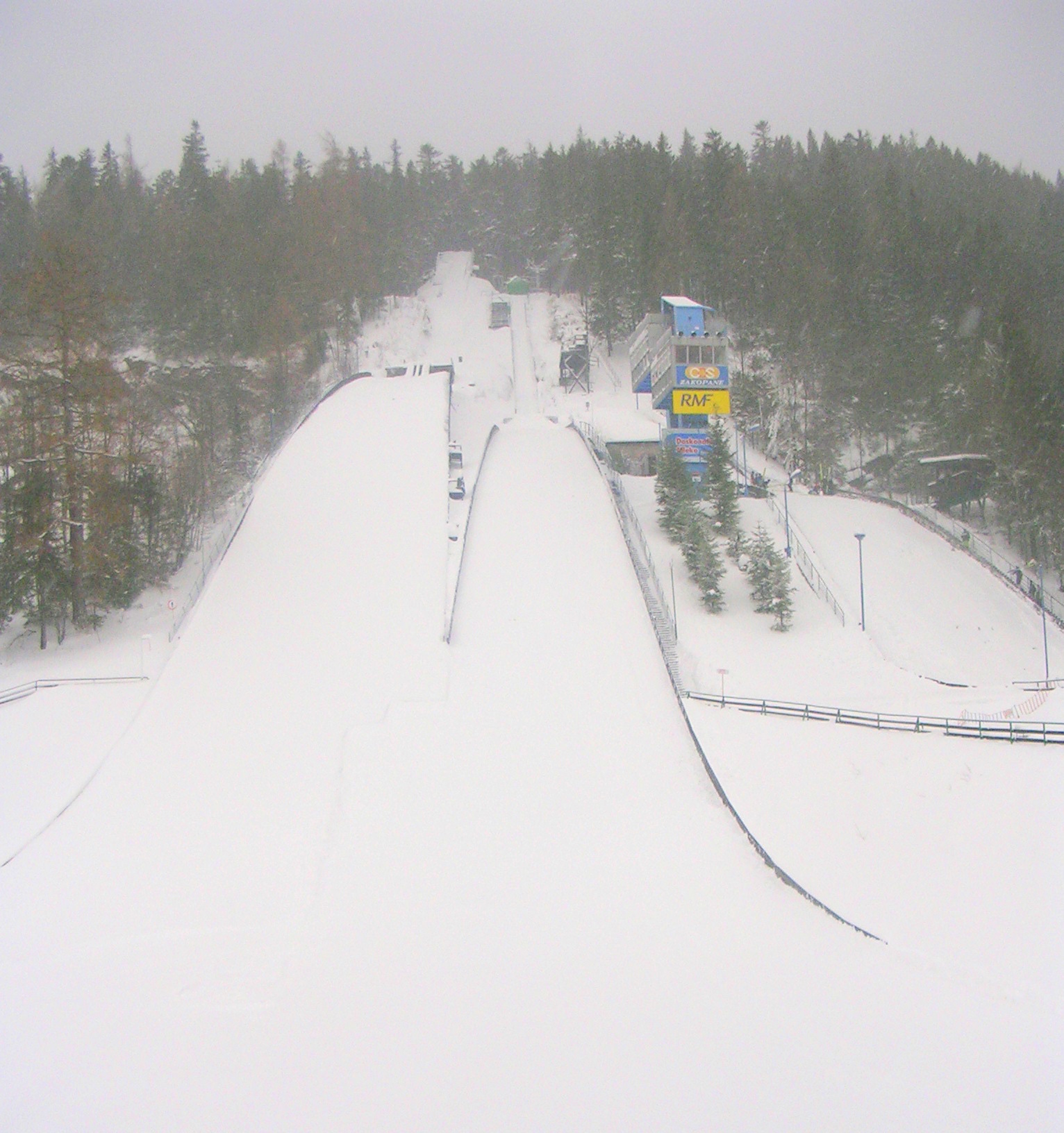
Średnia Krokiew w Zakopanem, gdzie Fortuna trenował w dzieciństwie

Mieszkający na Ciągłówce Fortuna zaczął skakać jako kilkuletni chłopiec na usypywanej z kolegami małej skoczni na zakopiańskiej Antałówce. Tydzień po zakończeniu Mistrzostw Świata 1962 zapisał się do klubu Wisła-Gwardia Zakopane. Jego trenerem był Jan Gąsiorowski, z którym skontaktował się kierownik laboratorium szpitala miejskiego Marian Homa i polecił chłopca. Fortuna otrzymał narty i buty i rozpoczął treningi na Maleńkiej Krokwi. W klubie było wówczas ponad stu skoczków, w tym m.in. Stanisław Gąsienica-Daniel, przyszły brązowy medalista MŚ 1970 ze Szczyrbskiego Jeziora, wielokrotny mistrz Polski w kategorii juniorów i seniorów.
Zimą przełomu lat 1962 i 1963 Fortuna rozpoczął starty w krajowych zawodach Junior A w Zakopanem, zajmując kolejno 22., 7., 8., 3., 23., 11., 45., 32., 14. i 30. miejsce, był też 33. w Kowańcu. Wkrótce potem przeniósł się na Średnią, a następnie, w wieku 13 lat, na Wielką Krokiew. Jego pierwszy skok na niej miał odległość 75 m. Startował w wielu zawodach juniorskich, a także w kategorii otwartej. Na przełomie 1964 i 1965 był czwarty i dwudziesty w Zakopanem oraz piąty w Szaflarach. Rok później osiągnął czternaste, dziesiąte i siódme miejsce w rodzinnym mieście, jedenaste w Kowańcu oraz dwukrotnie został sklasyfikowany na 45. lokacie w konkursach kategorii Junior B młodzieżowych MP. W kolejnym sezonie w konkursie w Zakopanem był czwarty, w MMP w Szczyrku zajął szóstą i trzecią pozycję, w Szaflarach był zaś dziewiąty. Zimą 1967–68 w zawodach Junior B w Zakopanem osiągnął 11. i 22. lokatę, natomiast w konkursie seniorów – piętnastą. W MMP w Nowym Targu został sklasyfikowany na miejscu 18., a w Rabce na 25. W sezonie 1968/69 rozpoczął starty w grupie seniorskiej Wisły. Konkursy w Zakopanem kończył na 16., 21., 27, 17. i 15. miejscu; w Szklarskiej Porębie był dziewiąty, a w rywalizacji juniorskiej czwarty w stolicy Podhala oraz piętnasty i czternasty w MP juniorów w Wiśle. W Pucharze Przyjaźni wywalczył 43. lokatę, a w Memoriale Bronisława Czecha i Heleny Marusarzówny – 51. i 48. W październiku 1969 zajął jeszcze szóste miejsce w sprawdzianie juniorów.

### 1969/1970
Na przełomie 1969 i 1970 zajmował podczas zawodów w Zakopanem miejsca czwarte, dwudzieste czwarte, osiemnaste i piąte. W Szklarskiej Porębie był 13., potem w Zakopanem 26. w konkursie zaliczanym do klasyfikacji Pucharu Beskidów oraz 23. w zawodach o Nagrodę Zakopanego. W mistrzostwach Europy juniorów w austriackim Gosau zajął szesnaste miejsce. W seniorskich mistrzostwach Polski osiągnął pozycję siedemnastą (konkurs indywidualny), jedenastą (konkurs drużynowy) oraz dwukrotnie piątą w kategorii juniorów. W mistrzostwach Śląska był szósty, w kolejnych MP dziewiąty (oba te konkursy w Wiśle), w Szczyrku szesnasty, a w Memoriale Czecha i Marusarzówny siedemnasty i jedenasty.

### 1970/1971
Trener Janusz Fortecki dołączył go do pierwszej reprezentacji Polski, do której należeli już Józef Przybyła, Józef Kocyan, Gąsienica–Daniel, Adam Krzysztofiak i Tadeusz Pawlusiak. Przygotowania kadry prowadzone były na obozach w Wałczu, Cetniewie, Oliwie, a także na skoczni w Warszawie, obiektach w Szczyrbskim Jeziorze, Bańskiej Bystrzycy i w NRD. W lecie Fortuna oddał ponad sześćset skoków na igelicie. Pierwszy jego sprawdzian na tle zagranicznych zawodników miał miejsce w konkursie „pierwszego śniegu” w ośrodku treningowym Mühlbach am Hochkönig, gdzie ustanowił rekord miejscowego obiektu. Później zajął piąte miejsce w konkursie o Puchar Telewizji w Zakopanem. W 1971 był czternasty w zakopiańskim konkursie noworocznym, dziesiąty w zawodach Pucharu Beskidów w Wiśle, jedenasty w Le Locle w konkursie rozegranym w ramach Turnieju Szwajcarskiego (w jego końcowej klasyfikacji był dwudziesty), dwudziesty i czternasty w Pucharze Przyjaźni w Szczyrbskim Plesie oraz dziesiąty podczas mistrzostw kraju w Wiśle i podczas Pucharu Tatr w Czechosłowacji. Fortuna przegrywał wewnętrzną rywalizację w polskiej drużynie i nie pojechał na przedolimpijską próbę do Sapporo. W marcu zerwał przyczep mięśnia pod kolanem. Ściągnął gips zbyt wcześnie i podczas skoku na Krokwi odnowił kontuzję.

### 1971/1972
Udział w swoim pierwszym Turnieju Czterech Skoczni zaczął od 43. miejsca w Innsbrucku. Skoki Fortuny były nisko oceniane przez sędziów – zawsze lądował on na dwie nogi, zamiast telemarkiem. W Garmisch-Partenkirchen zajął 24. pozycję. W Oberstdorfie był 47., a w Bischofshofen 18., ex aequo z Czechosłowakiem Jaromirem Lidakiem. W klasyfikacji generalnej zajął 23. lokatę, z 836,8 zdobytymi punktami. Fortuna był jedynym z polskich skoczków, który po Turnieju nie został przez media poddany ostrej krytyce.
Zakopiańczyk wygrał ostatni przed olimpiadą konkurs krajowych zawodników w rodzinnym mieście, skacząc 106,5 m i 105,5 m i plasując się m.in. przed Pawlusiakiem, Krzysztofiakiem i Przybyłą. PKOl i PZN nadal nie chciały wysłać młodego zawodnika do Azji, tłumacząc to oszczędnościami. W końcu Fortuna, pod naciskiem prasy, m.in. red. Mariana Matzenauera i red. Krzysztofa Blautha, poleciał do Sapporo. W polskich mediach przypominano historię Franciszka Gąsienicy Gronia, który w 1956 jechał na zimowe igrzyska w podobnych okolicznościach, a do kraju wrócił z medalem.

Był taki człowiek w Zakopanem, który powiedział, że ja nie mam rutyny i nie ma sensu, żebym jechał na olimpiadę, bo się spalę. Ale po zwycięskich eliminacjach w Zakopanem, ówczesny minister sportu Włodzimierz Reczek powiedział: – Co wy robicie? Ten chłopak wygrał konkurs, on musi jechać! Także trenerzy Fortecki oraz Gąsiorowski walczyli o mój wyjazd. I udało się.

#### Zimowe Igrzyska Olimpijskie 1972
W pierwszych sesjach treningowych na Miyanomori uzyskał 85 m i 83 m. Były to skoki w granicach rekordu tego obiektu. W serii próbnej przed konkursem rozgrywanym 6 lutego osiągnął niecałe 80 m. W pierwszej serii wylądował na 82 m i przez pewien czas był trzeci. Na półmetku rywalizacji plasował się na szóstej pozycji z notą 115,4 pkt. Do trzeciego Akitsugu Konno tracił 4,8 pkt. W drugiej serii było gorzej, skoczył 76,5 m, co pozwoliło mu jednak obronić zajmowane miejsce, z łączną notą 222,0 pkt. Do brązowego medalu zabrakło mu 7,5 pkt. Szóste miejsce Fortuny dało Polsce jeden punkt olimpijski, pierwszy w skokach od czasów piątego miejsca Stanisława Marusarza na igrzyskach w Garmisch-Partenkirchen. Podczas pokonkursowej ceremonii zakopiańczyk otrzymał dyplom i rzeźbę samuraja.

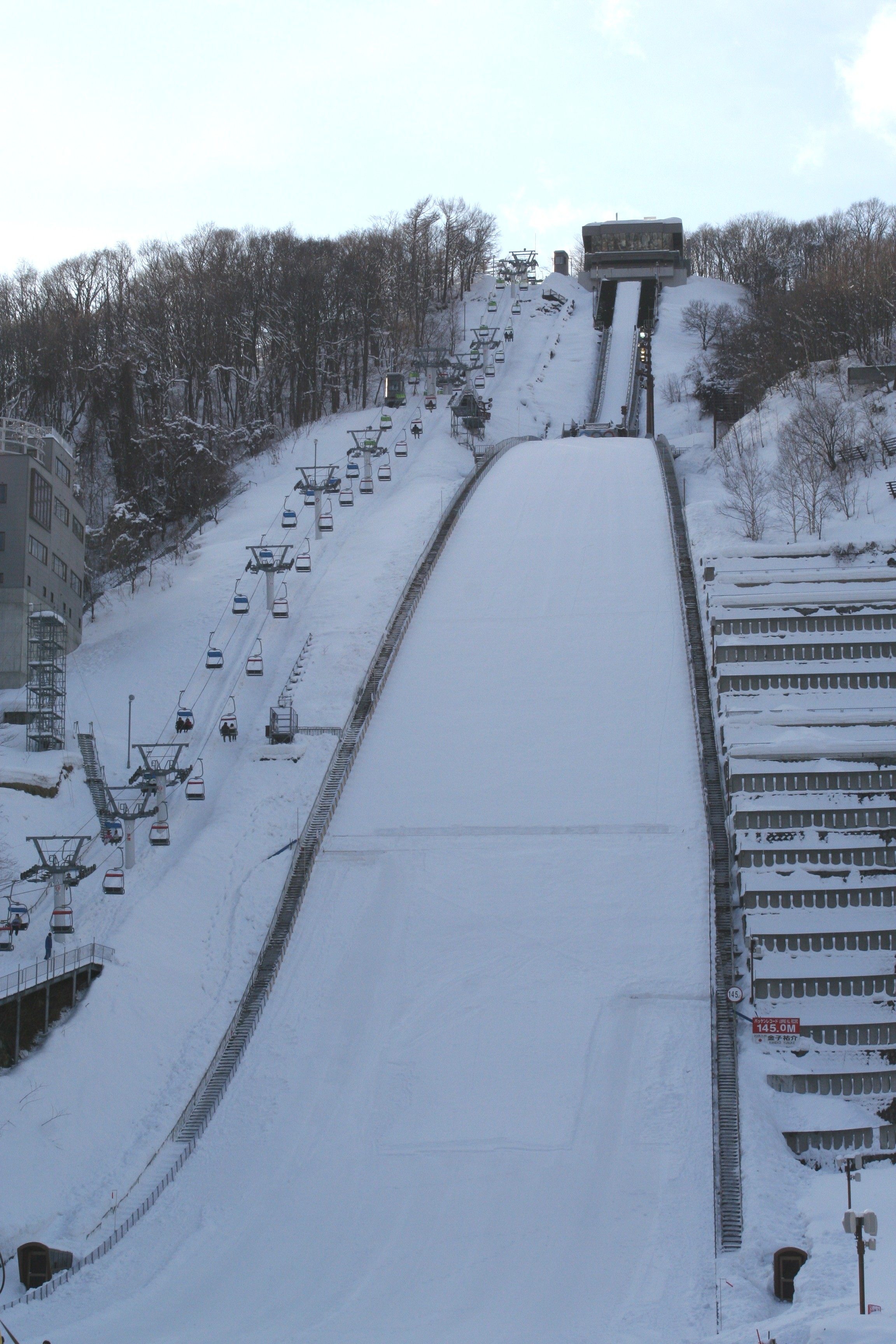
Skocznia Ōkurayama, na której Fortuna zdobył złoty medal olimpijski

Podczas treningów na większej skoczni Fortuna kilka razy przekroczył 100 m. 11 lutego, w japoński Dzień Pamięci Założenia Państwa (Kenkoku Kinen no Hi), przeprowadzono konkurs na skoczni Ōkurayama. Japońscy kibice liczyli na drugi złoty medal Yukiy Kasayi. Za zwycięstwo miał on otrzymać samochód toyoty i zostać przyjętym na audiencji przez cesarza Hirohito. Wydarzenia na skoczni obserwowało 50 tysięcy widzów na stadionie i miliony przed telewizorami. Transmisji nie przeprowadziła ani Telewizja Polska, ani Polskie Radio. Fortuna w próbnej serii skoczył 100 m. Polak występował w nowoczesnym kombinezonie, otrzymanym tuż przed zawodami od japońskiego zawodnika w zamian za kryształ, w dobrze wtedy ocenianych przez specjalistów butach z fabryki w Krośnie i na enerdowskich nartach Poppa. Trener Fortecki wylosował go w trzeciej grupie, z numerem 29. W pierwszej serii, skaczący przed Fortuną Akitsugu Konno osiągnął 92 m i objął prowadzenie. Skok Fortuny miał długość 111 metrów. Oceny sędziowskie wyniosły kolejno 17 pkt., 18 pkt., 18 pkt., 18,5 pkt. i 19 pkt., a końcowa nota 130,4 pkt. Była to rekordowa liczba punktów uzyskana przez jakiegokolwiek skoczka w historii dyscypliny. Powtórki tego skoku emitowano w japońskiej telewizji ok. 85 razy, a także wielokrotnie w telewizjach z całego świata.

Miałem pewnie sto metrów za sobą, kiedy poczułem opór pod nogami. Instynkt kazał mi się jeszcze wychylić. Lecimy! Na spotkanie z grubą czerwoną krechą. Nie słyszałem uderzenia nart o śnieg. Tylko ciałem wstrząsnął dreszcz. Wtedy ręce same wyskoczyły nad głowę. Biłem brawo. Nie sobie. Tym siłom, które mnie nie zawiodły. Gąsiorowskiemu, który mnie nauczył skakania, Forteckiemu, który mi zawierzył, Marusarzowi i Groniowi, którzy byli dla mnie wzorem. Tym wszystkim, którzy sprawili, że mogłem skakać tu, na Okurayamie. (...) Cisza na stadionie. Słyszałem za to tysiące fleszy aparatów fotograficznych strzelających w moim kierunku. Patrzę na tablicę wyników: 111 metrów i 130,4 punktu – takiej noty nie pamiętam, nie widziałem nigdy w życiu.

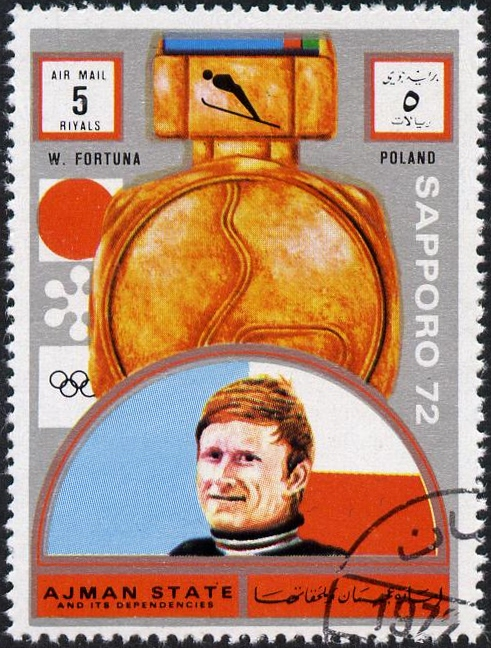
Znaczek pocztowy z Fortuną wyemitowany w Zjednoczonych Emiratach Arabskich (1972)

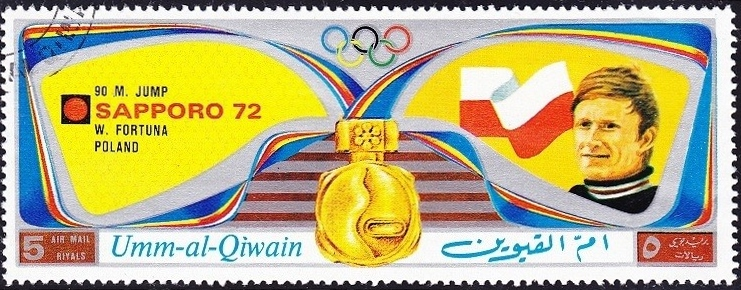
Znaczek pocztowy z Fortuną wydany w emiracie Umm al-Kajwajn (1972)

Po skoku Fortuny sędziowie przerwali konkurs. Dotychczas skaczący zawodnicy niemieccy i czechosłowaccy skakali słabo, dlatego ich sędziowie domagali się unieważnienia i powtórzenia serii. Sędzia z Czechosłowacji Miloslav Bělonožník obawiał się, że reprezentant jego kraju, Jiří Raška, przeskoczy skocznię i zrobi sobie krzywdę. Arbiter kanadyjski i norweski (Wilhelm Molberg Nilssen) próbowali przekonać jurorów, że świetny skok Fortuny to nie przypadek, bowiem Polak w pierwszym konkursie zajął szóste miejsce. Zadecydował głos sędziego z Japonii, Fumio Asakiego, który liczył, że faworyt konkursu, Kasaya, który w pierwszej próbie wylądował na 106 m i zajmował drugie miejsce, przeskoczy jeszcze Polaka. Jury stosunkiem głosów 3 do 2 postanowiło kontynuować zawody. Skrócono rozbieg. Fortuna w drugiej serii osiągnął 87,5 m, prawie 25 m mniej, niż w pierwszej. Trzynasty po pierwszej serii Szwajcar Walter Steiner skoczył 103 m i znalazł się o 0,1 pkt. za Fortuną. Rainer Schmidt z NRD uzyskał 101 m i stracił do Polaka 0,6 pkt. Kontroler długości skoku ze Wschodnich Niemiec próbował wpłynąć na osoby funkcyjne, aby ci wpisali jego rodakowi 102 m. Nie pozwolili mu jednak na to kontrolerzy z ZSRR i USA. Kasaya wylądował na 85 m i ledwo uchronił się przed upadkiem. Fin Tauno Käyhkö, który skakał ostatni, także wylądował za blisko i stracił do zwycięzcy 0,7 pkt. Tym samym, Wojciech Fortuna, jako pierwszy Polak w historii, został zimowym mistrzem olimpijskim. Jego nota wyniosła 219,9 pkt. Był to setny medal zdobyty przez reprezentanta Polski na igrzyskach olimpijskich. Fortuna otrzymał także tytuł mistrza świata, automatycznie przyznawany wówczas mistrzom olimpijskim.
Po zakończeniu konkursu zapłakany Kasaya pogratulował polskiemu skoczkowi. Na pocieszenie dostał wspomnianą toyotę. Gospodarze nie byli przygotowani na zwycięstwo Polaka i orkiestra nie dostała nut Mazurka Dąbrowskiego. Dopiero po godzinie przywieziono je z miejscowej polskiej placówki dyplomatycznej. Skoczek był również chorążym polskiej reprezentacji podczas ceremonii zamknięcia igrzysk. Do dziś w Japonii Fortuna jest uważany za jednego z największych polskich sportowców w historii.
Jeszcze w Azji polski skoczek odebrał nagrodę pieniężną za osiągnięte wyniki, jednak znacznie niższą niż była przedtem przewidziana – 150 dolarów (zamiast 300) za zdobycie złotego medalu oraz 50 dolarów (zamiast 150) za szóste miejsce. Resztę zachował dla siebie wiceminister sportu. Na protesty zawodnika polityk odparł, że nie musi on dalej skakać. Po powrocie do kraju skoczka przed budynkiem Urzędu Gminy Tatrzańskiej witało 25 tysięcy ludzi. Fortuna otrzymał tytuł Zasłużonego Mistrza Sportu 1972, odznaczony został Złotym Medalem za Wybitne Osiągnięcia Sportowe i Złotym Krzyżem Zasługi. Zajął też trzecie miejsce w Plebiscycie Przeglądu Sportowego, otrzymując 855 899 głosów. Władze przekazały mu klucze do nowego trzypokojowego mieszkania i ofiarowały nagrodę pieniężną – 60 tysięcy złotych – o której, z powodu statusu amatora, nie mógł nikomu mówić. Fortuna był częstym uczestnikiem licznych bankietów, przyjęć, spotkań i wieców na terenie całego kraju. Przychodziły do niego od kibiców listy, prezenty i propozycje matrymonialne. Coraz mniej trenował.

Jest kilka spraw, których serdecznie żałuję. Najbardziej zaś tego, że właśnie wtedy, w tej sali gdzie mi gratulowano i dziękowano, nie zapytałem: – Panie ministrze? Dlaczego zamknął pan drzwi przed moim trenerem? Nie zapytałem, bo się nie odważyłem. Lepiej było udawać, szczerzyć zęby, prosić o dalszą pomoc dla klubu. Bezpieczniej było nie ujmować się za bliskim człowiekiem. A przecież słynąłem z odwagi. Jak ktoś nie wierzy, niech wlezie na rozbieg i spojrzy w dół. Tylko, że co innego zmierzyć się z siłami natury, inna zaś sprawa jeśli chodzi o ludzi. Miałem dopiero 19 lat. Zaczynałem dopiero poznawać obłudę.

W drugiej połowie lutego wziął udział w mistrzostwach Polski rozgrywanych na Wielkiej Krokwi. Oficjalnie uzyskał odległości 109,5 m i 108,5 m i notę 246,5 pkt. W rzeczywistości jego skoki były krótsze, pomiary zawyżono, a najwyższą notę powinien uzyskać Stanisław Gąsienica-Daniel. Działacze chcieli jednak pokazać, że Fortuna – mistrz olimpijski, jest najlepszym skoczkiem również w kraju. Na Średniej Krokwi zakopiańczyk był czwarty po skokach na 70 m i 70,5 m i stracił 0,7 pkt do brązowego medalisty. Fortuna pojechał jeszcze na I mistrzostwa świata w lotach do Planicy i na skoczni Velikanka ze skokami na 114 m i 117 m zajął najwyższe z Polaków, 20. miejsce. W serii próbnej skoczył 132 m, ustanawiając rekord życiowy. Było to ponad 30 metrów krócej od ówczesnego rekordu świata, który należał do Niemca z NRD, Manfreda Wolfa i wynosił 165 metrów. Polak osiągnął ten wynik przy niesprzyjających warunkach atmosferycznych, skok został również poprzedzony serią upadków innych zawodników. Były to jedyne loty Fortuny na skoczni mamuciej w całej jego karierze. Po konkursie, wraz z Krzysztofiakiem i zagranicznymi zawodnikami wziął udział w nocnej zabawie, przez co spóźnił się na pociąg do kraju i został zawieszony do sierpnia.

### 1972/1973
W ostatnich dniach grudnia wystartował w konkursie w Engelbergu, zajmując 23. pozycję.
W klasyfikacji generalnej Turnieju Czterech Skoczni zajął osiemnaste miejsce, najwyższe w karierze. Na swoim koncie miał 797 pkt. W Oberstdorfie był dwudziesty piąty, a w Ga-Pa, gdzie skoczył 90 m i 85,5 m, dziesiąty. W austriackiej części cyklu uplasował się na 17. lokacie w Innsbrucku (uzyskał odległości 79,5 m i 86 m) i 37. w Bischofshofen.
W lutym zajął 31. miejsce, a następnie zdobył brązowy medal na mistrzostwach Polski. Jego zdaniem długość drugiego skoku została celowo zafałszowana przez sędziów, tym razem na jego niekorzyść. W mistrzostwach Śląska w Wiśle był czwarty, zajmował czołowe miejsca na zawodach w Czechosłowacji, a w próbie przed mistrzostwami świata w Falun zajął dwunaste miejsce na normalnej skoczni. W Lahti sklasyfikowano go na miejscach 41. oraz 13., w zawodach o tytuł drużynowego mistrza PZN miał drugą notę, a w zakopiańskim Memoriale był piętnasty i dziewiąty. W Feldbergu z kolei osiągnął czwartą pozycję. Podczas jednego z treningów na dużej skoczni doznał upadku i wystartował ponownie dopiero w kwietniu w Grenoble. Zajął tam drugie miejsce.
Chcąc powstrzymać alkoholowe ekscesy Fortuny, trenerzy namówili władze klubu, aby powołać go do wojska. Sportowiec służył w Katowicach i pełnił funkcję pomocnika kucharza.

### 1973/1974

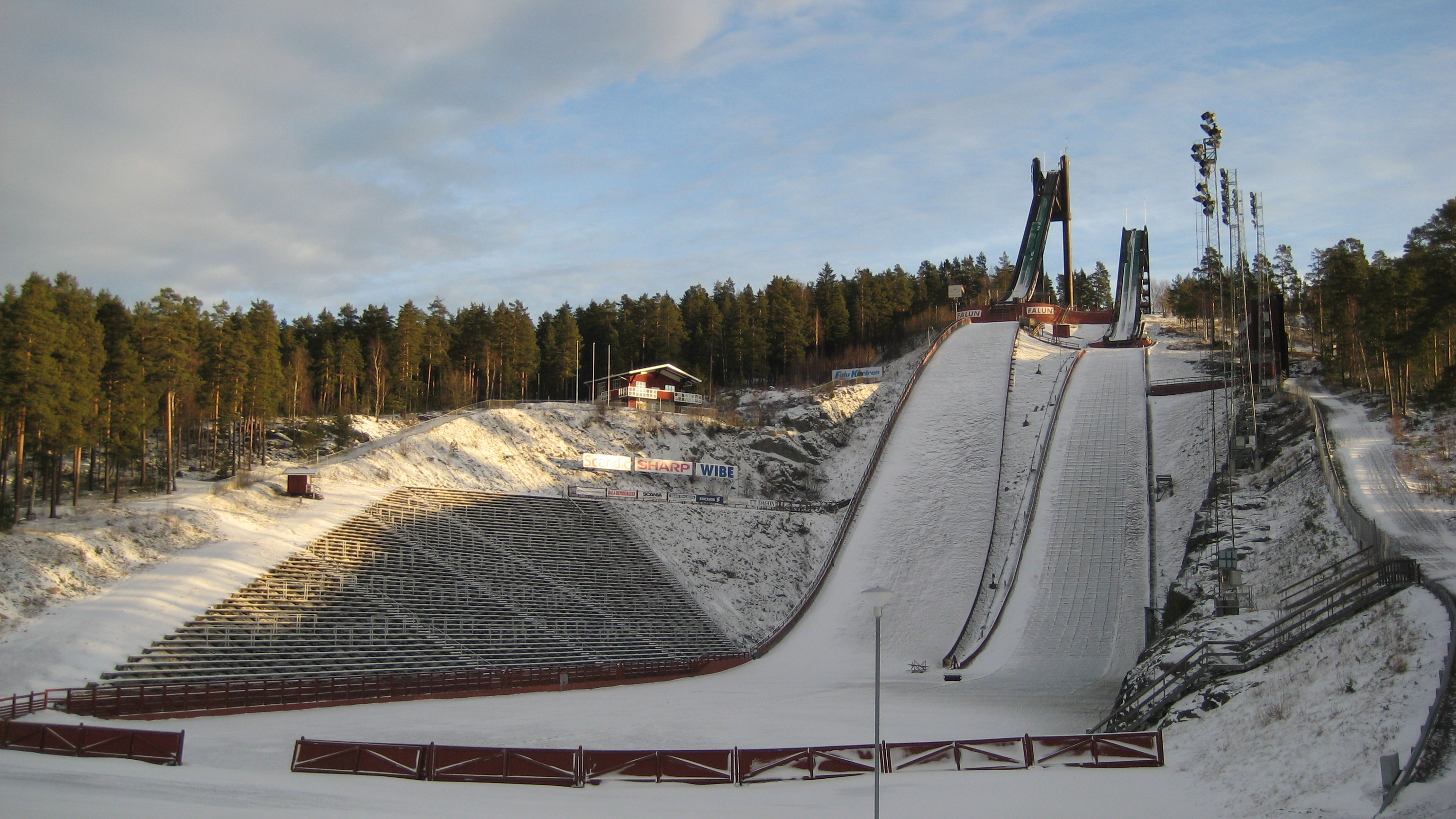
Szwedzki kompleks skoczni Lugnet, na którym w 1974 odbyły się mistrzostwa świata

Kolejny Turniej Czterech Skoczni rozpoczął od 59. miejsca w Oberstdorfie. Potem był 35. w Garmich-Partenkirchen, 80. w Innsbrucku i 36. w Bischofshofen. W końcowym rankingu sklasyfikowany został na 53. pozycji z 739,7 pkt.
Fortuna dobrze przepracował zimowy okres przygotowawczy. Najpierw zajął drugie miejsce w konkursie w Zakopanem, a 31 stycznia zdobył brązowy medal na Mistrzostwach Polski 1974 na normalnej skoczni, po skokach na 76 m i 75,5 m. Przegrał tylko z Adamem Krzysztofiakiem i Pawlusiakiem. Na dużej skoczni był siódmy.
Bardzo dobrze prezentował się również na treningach przed mistrzostwami świata w szwedzkim Falun. Lokalna prasa uważała go wtedy za jednego z trzech głównych faworytów do medali (obok Krzysztofiaka i Aschenbacha). Fortuna był jednak dopiero 29. na skoczni normalnej, po skokach na 78 m i 80 m; na dużej zajął 37. miejsce, uzyskując odległości 89 m i 88,5 m. W nocy przed zawodami pił dużo alkoholu. Podczas drugiego konkursu zaliczył upadek. Skoczek uważał potem, że w Szwecji był w lepszej formie, niż na igrzyskach w Sapporo. Po mistrzostwach wziął jeszcze udział w pożegnalnych zawodach Koby Cakadzego, zajął drugie miejsce w Pucharze Karkonoszy w Szklarskiej Porębie, piąte oraz drugie w Memoriale Czecha i Marusarzówny (w tym drugim konkursie przegrał tylko z Henrym Glaßem, pokonując jednego z najlepszych skoczków lat 70., Hansa-Georga Aschenbacha) oraz drugie i pierwsze w międzynarodowych zawodach pionów gwardyjskich.
W 1974 wszyto mu po raz pierwszy esperal, potem czyniono to jeszcze pięciokrotnie.

### 1974/1975
We wrześniu, w zawodach na igelicie we Frenštácie pod Radhoštěm Fortuna zajął trzynaste miejsce.
Turniej Czterech Skoczni ukończył na 35. miejscu, z notą 718,2 pkt. W Oberstdorfie był 38., w Ga-Pa 42., w Innsbrucku 56., a w Bischofshofen 33.
W Wiśle, w Pucharze Beskidów osiągnął czwarte i szóste miejsce, dzięki czemu w klasyfikacji całego cyklu znalazł się na drugiej lokacie. Czternastą pozycję zajął w Pucharze Przyjaźni i jednocześnie Turnieju Czeskim. W zawodach Wojewódzkiej Federacji Sportu w Zakopanem był czwarty, a rywalizację o mistrzostwo Polski ukończył na dwunastej i szóstej pozycji. Dziennikarze zaczęli nazywać Fortunę zawodnikiem „jednego skoku”. Na koniec sezonu zajął piątą lokatę w Memoriale Czecha i Marusarzówny, był też 43. w Oberwiesenthalu.
Podczas przygotowań do igrzysk w Innsbrucku, na obozie w Dęblinie pękła mu rana w miejscu, gdzie wszyty był esperal. Dostał gorączki i wrócił do domu. Wykreślono go za to z reprezentacji.

### 1975–1979
W grudniu 1975 zajął piątą pozycję w konkursie w Zakopanem, a miesiąc później był tam 23. w Pucharze Przyjaźni. W lutym wystartował w Pucharze Beskidów, osiągając 23. miejsce w Szczyrku oraz 16. w Wiśle; wyniki te dały 17. pozycję w końcowej klasyfikacji. Na mistrzostwach Polski zajął czternaste i dwudzieste miejsce, z kolei zawody gwardyjskie w Johanngeorgenstadt i w Klingenthalu ukończył odpowiednio na pozycji dziesiątej i dziewiątej. Trener Fortecki namawiał go do zakończenia kariery sportowej.
Jesienią 1976 zajął w zawodach na igelicie w Zakopanem dziewiąte, dziesiąte oraz trzecie miejsce. W kolejnych miesiącach startował w Pucharze Beskidów (był 28. w Szczyrku, 18. w Wiśle i 23. w końcowej klasyfikacji), mistrzostwach Tatr (szóste miejsce), Beskidów (piąte miejsce), kraju (pozycje czternasta i siedemnasta) oraz w międzynarodowej spartakiadzie gwardyjskiej (był dwudziesty pierwszy). 15 kwietnia 1977 wraz z Gąsienicą–Danielem i Czesławem Janikiem dostał wypowiedzenie z klubu Wisła.
W 1978 jako zawodnik WKS Zakopane zajął 13. i 6. miejsce w konkursach okręgowych oraz 31. w konkursie Pucharu Beskidów. W 1979 wystartował w tych zawodach ponownie – był to jednocześnie Puchar Przyjaźni – plasując się na 52. i 59. pozycji, a na 55. w ostatecznej klasyfikacji. Występ w Memoriale Czecha i Marusarzówny zakończył się dla niego na osiemnastej pozycji. W kilka lat przytył kilkanaście kilogramów. Karierę zakończył ostatecznie w 27. roku życia. Potem jeszcze wielokrotnie skakał rekreacyjnie na Wielkiej Krokwi, startował też w zawodach oldbojów.

### Po zakończeniu kariery
Jeszcze w 1975 poślubił Helenę Zimak, z którą rozwiódł się w 1982. Miał z nią dwoje dzieci: Beatę (ur. 1977) i Tomasza (ur. 1978). Córka pracuje jako nauczycielka historii, a syn jest kierowcą taksówki i busa. Po zerwaniu ze sportem pracował początkowo w Wiśle-Gwardii, lecz szybko otrzymał wypowiedzenie. Został taksówkarzem, a jednocześnie nielegalnie handlował dewizami, złotem i ubraniami. Często miał problemy z milicją. W latach 80. za liczne awantury i bójki dwukrotnie trafił do więzienia; najpierw w Zakopanem, potem w Nowym Sączu. Prasa milczała o tych zdarzeniach. Po wyjściu na wolność często przebywał na Śląsku, handlował w Wiedniu, Sarajewie, Rijece i Titogradzie.
W 1986 wyjechał do Chicago, gdzie pracował jako sprzątacz w marketach. Po trzech latach wrócił na krótko do Polski. Gdy ponownie zamieszkał w Ameryce, zatrudnił się w firmie malarskiej, prowadził też mikrobus. Dostał od Norwegów propozycję objęcia posady trenera w ośrodku sportowym w Fox River Crow, którą jednak odrzucił. Potem znów wrócił pod Tatry. W 1994 był na igrzyskach w Lillehammer, gdzie komentował dla polskiej telewizji konkursy skoków. Pracował krótko społecznie w jednym z zakopiańskich klubów sportowych jako wiceprezes. W 1997 został odznaczony Krzyżem Kawalerskim Orderu Odrodzenia Polski. Po jednej z libacji alkoholowych przez pewien czas był podejrzewany o morderstwo kolegi. W 1998 ponownie przeniósł się do Chicago. Prowadził własną firmę remontową Fortuna Service Inc, przekształconą potem w Fortuna Painting. Za zarobione pieniądze kupił czteropiętrowy dom. W 1999 poznał pochodzącą z Suwałk Marię Łoszewską, która 29 kwietnia 2002 została jego żoną. Rok przed ślubem była z nim w ciąży, lecz poroniła. Fortuna poleciał na Zimowe Igrzyska Olimpijskie 2002 do Salt Lake City. Rok później sprzedał dom i w maju 2003 wrócił do Zakopanego. W ostatniej dekadzie XX wieku napisał i opublikował w USA dwie książki autobiograficzne: Prawda o Sapporo oraz reedycjowane w 2008 w Krakowie Szczęście w powietrzu, ukazujące jego życie i sportową karierę widziane z jego perspektywy.

Nasłuchałem się wiele razy o „prawdziwych” przyczynach moich późniejszych niepowodzeń. Cóż, nie mam o to żalu. Ludzie chcą słyszeć najprostsze wyjaśnienia. Wszystko co złożone i skomplikowane wydaje się podejrzane. O, tak, wóda, baby, hazard. Dziś można by jeszcze dodać „prochy”. To każdy rozumie. (...) Przecież to, co się ze mną stało, jest trochę bardziej skomplikowane aby to wyjaśnić jednym słowem.

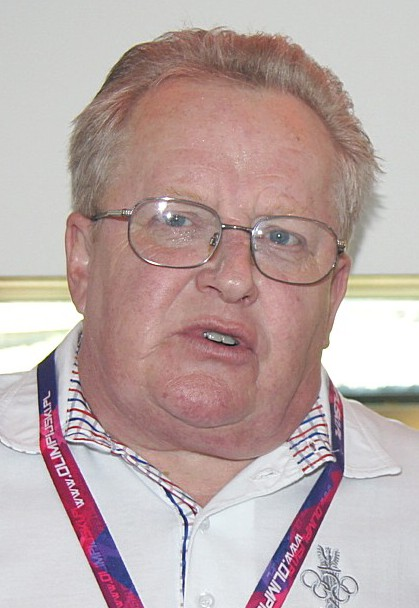
Wojciech Fortuna w 2012

W kraju okazało się, że władze Zakopanego sądownie wymeldowały go z domu (Fortuna był już wówczas honorowym obywatelem miasta). Jego była konkubina w 1997 skierowała do sądu wniosek o pobicie. Za mistrzem olimpijskim wysłano list gończy, o którym on sam nic nie wiedział. Fortuna na 10 dni trafił do zakładu karnego w Nowym Sączu. Został zwolniony za kaucją, którą wpłacił Tatrzański Związek Narciarski. W czerwcu 2004 Sąd Rejonowy uznał go winnym znęcania się nad byłą konkubiną i grożenia jej byłemu mężowi. Otrzymał karę 10 miesięcy pozbawienia wolności w zawieszeniu na dwa lata oraz grzywnę w wysokości 300 zł.
Wówczas sprzedał swój nowy dom w Zakopanem i wraz z żoną w 2005 zamieszkał w Gorczycy koło Augustowa w trzypiętrowym budynku. Równocześnie porzucił papierosy i alkohol. Zajął się m.in. promowaniem narciarstwa biegowego (stworzył trasę narciarsko–rowerową) i wspieraniem lokalnych inicjatyw rozwoju regionalnego związanego ze sportem; jest organizatorem wystawy Od Marusarza do Małysza i Kowalczyk w WOSiR Szelment (zawierającej narty, kombinezony, repliki medali, puchary, statuetki i fotografie) oraz kustoszem Muzeum Sportów Zimowych, wspierał Wielką Orkiestrę Świątecznej Pomocy – m.in. podarował na jej aukcję numer startowy z Sapporo. Jest wiceprezesem ds. marketingu i rozwoju zakopiańskiej Wisły i prezesem fundacji Fortuna 2002. Jego żona jest kucharką w miejscowym Zespole Szkół Ogólnokształcących.
W 2004 powstał film Wojciech Fortuna – Szczęście na Okurayamie, który nakręcili Wojciech Szatkowski i Maciej Stasiński. W 2008 Artur Szulc stworzył film dokumentalny Drugi skok, traktujący o życiu Fortuny po zakończeniu kariery sportowej. Dwa lata później były skoczek wydał album Stała ekspozycja sportów zimowych – Od Marusarza do Małysza i Kowalczyk, zawierający kilkaset zdjęć polskich olimpijczyków. Jego wydanie współfinansowane było ze środków Polskiego Związku Narciarskiego. W 2007 w Alei Gwiazd Sportu w Dziwnowie odsłonięto tablicę z repliką medalu olimpijskiego Fortuny. 28 września 2013 Fortuna otrzymał tytuł Członka Honorowego PZN. W grudniu 2013 ukazała się jego książka biograficzna pt. Wojciech Fortuna. Skok do piekła. Przygotował ją dziennikarz Przeglądu Sportowego Leszek Błażyński. Fortuna działa w fundacji charytatywnej Dobra sprawa. 5 marca 2015 sprzedał za 50 tysięcy dolarów swój złoty medal olimpijski firmie odzieżowej 4F. Zgodnie z umową krążek przekazano Muzeum Sportu i Turystyki w Warszawie. Połowę kwoty z transakcji przeznaczono na rehabilitację amerykańskiego skoczka Nicholasa Fairalla, który dwa miesiące wcześniej po upadku na skoczni doznał kontuzji kręgosłupa, a pozostałą część na leczenie polskiej panczenistki Natalii Czerwonki, która podczas treningu w sierpniu poprzedniego roku także doznała urazu kręgosłupa. W maju Fortuna przesłał sportowcom repliki obu swoich medali. Latem 2016 w Alei Gwiazd Sportu we Władysławowie odsłonięto gwiazdę Wojciecha Fortuny. 21 września 2019, podczas gali z okazji 100-lecia PZN, został przez prezesa federacji Apoloniusza Tajnera włączony w poczet członków honorowych Związku.
Wielokrotnie zapraszany do telewizji (głównie do TVP1 i TVP Sport) jako ekspert podczas transmisji zawodów w skokach narciarskich.
W wyborach samorządowych w 2010 był kandydatem Sojuszu Lewicy Demokratycznej do Sejmiku Województwa Podlaskiego. Członek honorowego komitetu poparcia Bronisława Komorowskiego przed wyborami prezydenckimi w 2015.

## Odznaczenia
Wojciech Fortuna został odznaczony:
- Odznaka „Zasłużony Mistrz Sportu” (1972)
- Złoty Medal za Wybitne Osiągnięcia Sportowe (1972)
- Złoty Krzyż Zasługi (1972)
- Złote odznaczenie im. Janka Krasickiego (1972)[96]
- Krzyż Kawalerski Orderu Odrodzenia Polski (1997)
- Krzyż Oficerski Orderu Odrodzenia Polski (2019)[91].
- Złoty medal „Za zasługi dla polskiego ruchu olimpijskiego” (2019)
- Odznaka Członka Honorowego Polskiego Związku Narciarskiego (2019)
- Odznaka Honorowa Województwa Podlaskiego (2020)[97]

## Igrzyska olimpijskie
| Miejsce | Dzień     | Rok  | Miejscowość | Skocznia   | Punkt K | Skok 1  | Skok 2 | Nota      | Strata   | Zwycięzca    |
| ------- | --------- | ---- | ----------- | ---------- | ------- | ------- | ------ | --------- | -------- | ------------ |
| 6.      | 6 lutego  | 1972 | Sapporo     | Miyanomori | K-86    | 82,0 m  | 76,5 m | 222,0 pkt | 22,2 pkt | Yukio Kasaya |
| 1.      | 11 lutego | 1972 | Sapporo     | Ōkurayama  | K-110   | 111,0 m | 87,5 m | 219,9 pkt | –        | –            |

## Mistrzostwa świata
| Miejsce | Dzień     | Rok  | Miejscowość | Skocznia | Punkt K | Skok 1 | Skok 2 | Nota      | Strata   | Zwycięzca             |
| ------- | --------- | ---- | ----------- | -------- | ------- | ------ | ------ | --------- | -------- | --------------------- |
| 29.     | 16 lutego | 1974 | Falun       | Lugnet   | K-85    | 78 m   | 80 m   | 215,4 pkt | 43,5 pkt | Hans-Georg Aschenbach |
| 37.     | 23 lutego | 1974 | Falun       | Lugnet   | K-100   | 89 m   | 88,5 m | 146,9 pkt | 93,5 pkt | Hans-Georg Aschenbach |

## Mistrzostwa świata w lotach
| Miejsce | Dzień     | Rok  | Miejscowość | Skocznia  | Punkt K | Skok 1  | Skok 2  | Nota      | Strata   | Zwycięzca      |
| ------- | --------- | ---- | ----------- | --------- | ------- | ------- | ------- | --------- | -------- | -------------- |
| 20.     | 19 lutego | 1972 | Planica     | Velikanka | K-165   | 114,0 m | 117,0 m | 328,0 pkt | 99,5 pkt | Walter Steiner |

## Mistrzostwa Europy juniorów
| Miejsce | Dzień    | Rok  | Miejscowość | Skocznia  | Punkt K | Skok 1 | Skok 2 | Nota      | Strata   | Zwycięzca      |
| ------- | -------- | ---- | ----------- | --------- | ------- | ------ | ------ | --------- | -------- | -------------- |
| 16.     | 1 lutego | 1970 | Gosau       | Dachstein | K-?     | 68,5 m | 68,5 m | 180,0 pkt | 39,8 pkt | Bernd Eckstein |

## Turniej Czterech Skoczni
| 20. Turniej Czterech Skoczni |                        |            |               |       |
| Innsbruck                    | Garmisch-Partenkirchen | Oberstdorf | Bischofshofen | klas. |
| 43                           | 24                     | 47         | 18            | 23    |
| 21. Turniej Czterech Skoczni |                        |            |               |       |
| Oberstdorf                   | Garmisch-Partenkirchen | Innsbruck  | Bischofshofen | klas. |
| 25                           | 10                     | 17         | 37            | 18    |
| 22. Turniej Czterech Skoczni |                        |            |               |       |
| Oberstdorf                   | Garmisch-Partenkirchen | Innsbruck  | Bischofshofen | klas. |
| 59                           | 35                     | 80         | 36            | 53    |
| 23. Turniej Czterech Skoczni |                        |            |               |       |
| Oberstdorf                   | Garmisch-Partenkirchen | Innsbruck  | Bischofshofen | klas. |
| 38                           | 42                     | 56         | 33            | 35    |

## Turniej Szwajcarski

### Miejsca w klasyfikacji generalnej
| Sezon | Miejsce |
| ----- | ------- |
| 1971  | 20.     |

## Turniej Czeski

### Miejsca w klasyfikacji generalnej
| Sezon | Miejsce |
| ----- | ------- |
| 1975  | 14.     |

## Puchar Beskidów

### Miejsca w klasyfikacji generalnej
| Sezon | Miejsce |
| ----- | ------- |
| 1975  | 2.      |
| 1976  | 17.     |
| 1977  | 23.     |
| 1979  | 55.     |

## Mistrzostwa Polski
| Miejsce | Dzień       | Rok  | Miejscowość | Skocznia        | Punkt K | Skok 1  | Skok 2  | Nota      | Strata   | Zwycięzca                  |
| ------- | ----------- | ---- | ----------- | --------------- | ------- | ------- | ------- | --------- | -------- | -------------------------- |
| 17.     | 4 lutego    | 1970 | Zakopane    | Średnia Krokiew | K-?     | 55,5 m  | 59,5 m  | 164,2 pkt | 51,1 pkt | Stanisław Gąsienica-Daniel |
| 9.      | 8 marca     | 1970 | Wisła       | Malinka         | K-?     | 80,0 m  | 78,0 m  | 182,7 pkt | 46,5 pkt | Stanisław Gąsienica-Daniel |
| 10.     | 21 lutego   | 1971 | Wisła       | Malinka         | K-?     | 74,0 m  | 72,5 m  | 197,3 pkt | 21,1 pkt | Adam Krzysztofiak          |
| 1.      | 20 lutego   | 1972 | Zakopane    | Wielka Krokiew  | K-?     | 109,0 m | 108,5 m | 256,5 pkt | –        | –                          |
| 4.      | 23 lutego   | 1972 | Zakopane    | Średnia Krokiew | K-?     | 70,0 m  | 70,5 m  | 222,6 pkt | 11,5 pkt | Adam Krzysztofiak          |
| 31.     | 2 lutego    | 1973 | Szczyrk     | Skalite         | K-?     | 76,5 m  | 73,5 m  | 177,4 pkt | 49,7 pkt | Tadeusz Pawlusiak          |
| 3.      | 4 lutego    | 1973 | Wisła       | Malinka         | K-?     | 80,5 m  | 87,0 m  | 207,3 pkt | 6,6 pkt  | Czesław Janik              |
| 3.      | 31 stycznia | 1974 | Zakopane    | Średnia Krokiew | K-?     | 76,0 m  | 75,5 m  | 239,5 pkt | 13,0 pkt | Adam Krzysztofiak          |
| 7.      | 3 lutego    | 1974 | Zakopane    | Wielka Krokiew  | K-?     | 83,0 m  | 105,5 m | 199,4 pkt | 23,7 pkt | Stanisław Bobak            |
| 12.     | 6 lutego    | 1975 | Szczyrk     | Skalite         | K-?     | 71,5 m  | 74,5 m  | 202,0 pkt | 38,3 pkt | Adam Krzysztofiak          |
| 6.      | 8 lutego    | 1975 | Zakopane    | Wielka Krokiew  | K-?     | 109,5 m | 106,5 m | 235,9 pkt | 23,2 pkt | Stanisław Bobak            |
| 14.     | 20 lutego   | 1976 | Zakopane    | Średnia Krokiew | K-?     | 65,5 m  | 64,0 m  | 187,3 pkt | 48,5 pkt | Stanisław Bobak            |
| 20.     | 21 lutego   | 1976 | Zakopane    | Wielka Krokiew  | K-?     | 83,0 m  | 87,5 m  | 160,7 pkt | 72,6 pkt | Marek Pach                 |
| 14.     | 4 lutego    | 1977 | Wisła       | Malinka         | K-?     | 77,5 m  | 78,5 m  | 188,2 pkt | 54,7 pkt | Stanisław Bobak            |
| 17.     | 6 lutego    | 1977 | Szczyrk     | Skalite         | K-?     | 68,0 m  | 67,0 m  | 184,4 pkt | 49,9 pkt | Janusz Waluś               |

## Inne
- młodzieżowe mistrzostwa Polski 1967 – 3. miejsce
- Puchar Karkonoszy 1974 – 2. miejsce
- Memoriał Bronisława Czecha i Heleny Marusarzówny 1974 – 2. miejsce[42]
- Międzynarodowe Zawody Pionów Gwardyjskich 1974 – 2. miejsce i 1. miejsce